# Santo-Pietro-di-Venaco
Santo-Pietro-di-Venaco är en kommun i departementet Haute-Corse på ön Korsika i Frankrike. Kommunen ligger i kantonen Venaco som tillhör arrondissementet Corte. År 2022 hade Santo-Pietro-di-Venaco 298 invånare.

## Befolkningsutveckling
Antalet invånare i kommunen Santo-Pietro-di-Venaco
Referens:INSEE